# Theodor Panofka
Theodor Sigismund Panofka (Breslau, 25 de febrer de 1801 - Berlín, 20 de juny de 1858) fou un arqueòleg alemany. Era germà del compositor i mestre de cant Heinrich Panofka (1800-1887).
Estudià en la Universitat de Berlín, on fou deixeble de Bocekh i després es traslladà a Itàlia, i publicà el 1824, junt amb Gerhard, la primera descripció científica del Museu de Nàpols. El 1825 acompanyà a París el duc de Blacas, i després a Nàpols, portant a fi, per encàrrec d'aquest magnat, nombroses excavacions. El 1828 fundà també amb Gerhard i altres arqueòlegs l'Institut de Correspondència Arqueològica, institució internacional fins a 1870, en què fou germanitzada.
Després de la Revolució de 1848 es traslladà a Berlín on, no obstant el seu mèrit, tan sols aconseguí una modesta plaça en el Museu. Contribuí molt a desenvolupar el gust per l'arqueologia i a conèixer a fons els texts antics, cosa que, si bé li facilità la interpretació de les inscripcions dels monuments, el va fer incórrer a vegades en etimologies capricioses i fantàstiques.
Les seves obres principals són: De rebus Samiorum (Berlín, 1826), Lettere a S. A. il duca di Serra di Falco sopra una iscrizione del teatro siracusano (Fiesole, 1826), Vasi di premio (Florència, 1826), Il Museo Bartoldiano (Berlín, 1827), Neapels antike Bildwerke, amb Gerhard (Stuttgart, 1828), Recherchez sur les veritables noms des cases grecs et leurs diferents usages (París, 1829), Musée Blacas (París, 1833), L'Institut de correspondance archéologique (París, 1833), Cabinet du comte de Pourtalés-Gorgier (París, 1834), Der Tod des Skiron und Patroklos (Berlín, 1836), Bilder antiken Lebens (Berlín, 1843); Terrakoten des Königl. Museums zu Berlin (1841-42), Griechinen und Griechen nach Antiken(Berlín, 1844),i Verzeichniss der Gypsabgüsse im Königl. Museum zu Berlin (Berlín. 1844).
A aquestes, s'ha d'afegir un nombre considerable de memòries publicades en la col·lecció de l'Acadèmia de Berlín i en altres revistes de l'època.